# Список королей Арнора
В данной статье приведён список королей Арнора, упомянутых в легендариуме Дж. Р. Р. Толкина. Если не указано особо, все даты в статье относятся к Третьей Эпохе Средиземья.

## Верховные короли Арнора
Короли Арнора через Амандила происходили от Владык Андуниэ, а от них, через Сильмариэн — от королей Нуменора. Элендил и Исилдур были Верховными королями Арнора и Гондора, но после правления Исилдура королевства были разделены, хотя Северная династия продолжала использовать титул Верховного короля Арнора.

### Элендиль
Отец Анариона и Исильдура. Правил в 3320-3441 гг. В.Э.

### Иси́льдур
Сын Элендиля, брат Анариона, отец Валандила. Правил в 3441 В. Э. — 2 Т. Э. Имя Исильдура переводится с квенья как «слуга луны».

### Валандил
Верховный король Арнора, правил со 2 по 249 г. Т.Э. Его имя, видимо, означает «преданный Валар». Валандил родился в 3430 г. В.Э. и был четвёртым сыном князя Исилдура, сына Элендила. Его дед погиб, сражаясь против Саурона, а отец, Исилдур, отрубив Саурону палец с Кольцом Всевластья, заставил Тёмного Владыку развоплотиться. Позднее старшие братья Валандила были убиты орками на Ирисных полях, равно как и сам Исилдур. Валандил и его мать были в Ривенделле, когда до них дошли вести о гибели отца. После этого несчастья Валандил унаследовал титул Верховного короля дунэдайн.
Поскольку в момент смерти своего отца Валандил был ещё ребёнком, он не обладал властью над Гондором, где Исилдур оставил в качестве правителя своего более старшего племянника Менельдила. В любом случае, Валандил никогда не предпринимал попыток предъявления претензии на южную корону, тем самым неосознанно укрепляя претензии Менельдила и разделяя королевство. Однако титул Верховного короля оставался за Валандилом и его потомками. Первые восемь лет своего правления он провёл в Ривенделле, где его обучал владыка Элронд. В 10 году Т. Э. Валандил отправился в Арнор, где принял скипетр Аннуминаса и власть над королевством. В Аннуминасе он и жил мирно до своей смерти в 249 г. Т. Э. После его смерти трон унаследовал сын Валандила, Эльдакар.

### Эльдакар
Эльдакар (англ. Eldacar, в переводе с квенья его имя означает «эльфийский шлем».) родился в 87 г., правил в 249—339 гг. Не стоит путать Эльдакара с его знаменитым тёзкой, королём Гондора Эльдакаром.
Правление Эльдакара прошло спокойно и без особых событий, он умер в 339 году Третьей Эпохи. Наследником Эльдакара стал его сын Арантар.

### Арантар
Арантар (англ. Arantar — в переводе с квенья его имя означает «владыка королей») родился в 185 г., правил в 339—445 гг.  

### Таркил
Таркил (англ. Tarcil, также писалось Tarkil) родился в 280 г., правил в 435—515 гг. В «Истории Властелина Колец» упоминается, что слово «Таркил» было ранним вариантом прозвища Арагорна «дунадан» и означально «высокий человек». Отсюда же происходит и оркское слово «тарк», означающее «дунадан, нуменорец».

### Тарондор
Тарондор (англ. Tarondor — в переводе с квенья его имя означает «королевский камень») родился в 372 г., правил в 515—602 гг. Не стоит путать Тарондора с его тёзкой из Гондора, который правил значительно позже.

### Валандур
Валандур (англ. Valandur — в переводе с квенья его имя означает «слуга валар») родился в 462 г., правил в 602—652 гг. Был убит на войне в 652 г., точные обстоятельства его смерти остаются неизвестными.

### Элендур
Элендур (англ. Elendur — в переводе с квенья его имя означает «слуга звёзд») родился в 552 г., правил в 652—777 гг.

### Эарендур
Эарендур (англ. Eärendur — в переводе с квенья его имя означает «слуга моря») родился в 640 г., правил в 777—861 гг. Последний король объединённого Арнора. У Эарендура было три сына, они все предъявили претензии на престол. После гражданской войны, разразившейся после смерти Эарендура, Арнор был поделен на три части: Артэдайн, Кардолан и Рудаур, однако только в Артэдайне сохранилась старейшая династия королей Арнора. Первым королём Артэдайна стал старший сын Эарендура, Амлайт.

## Короли Артэдайна

### Амлайт
Амлайт (англ. Amlaith) родился в 726 г., правил в 861—946 гг. Первый король Артэдайна, старший сын и наследник короля Арнора, Эарендура. Первый из северной династии, взявший себе имя на синдарине, а не на квенья. Перенёс столицу из Аннуминаса в Форност. Правление Амлайта было в целом мирным, если не считать постоянных приграничных конфликтов с Кардоланом и Рудауром.

### Белег
Белег (англ. Beleg) родился в 811 г., правил в 946—1029 гг. В ходе его правления к западу от Мглистых гор были первый раз замечены хоббиты, в большинстве своём мохноноги (в ходе своей миграции в Эриадор). Также во дни правления Белега в Средиземье (впервые в Третью Эпоху) вернулся Саурон (в Лихолесье). Был назван в честь эльфа Белега Куталиона, великого следопыта Дориата.

### Маллор
Маллор (англ. Mallor) родился в 895 г., правил в 1029—1110 гг. В ходе его правления истари прибыли в Средиземье из Валинора, но в те времена их происхождение оставалось тайной. Ближе к концу царствования Маллора стало понятно, что тень, упавшая на Лихолесье, тянется из Дол Гулдура, однако присутствие там Саурона пока оставалось невыясненным.

### Келефарн
Келефарн (англ. Celepharn) родился в 979 г., правил в 1110—1191 гг. В ходе его правления хоббиты полностью переселились в Эриадор, на земли Арнора. В большинстве своём это были лесовики и хваты, присоединившиеся к мохноногам, которые уже жили там со времен Белега, деда Келефарна. В это же время Гондор при короле Атанатаре II Алькарине достигает пика своего могущества.

### Келебриндор
Келебриндор (англ. Celebrindor), родился в 1062 г., правил в 1191—1272 гг. Правление Келебриндора было мирным и спокойным, в частности, отсутствовали трения между Артэдайном, Кардоланом и Рудауром. 

### Мальвегил
Мальвегил (синд. Malvegil — «золотой меч») родился в 1144 г., правил в 1272—1349 гг. В ходе его правления на севере Рудаура Королём-чародеем было основано государство Ангмар, и в Арнор оттуда начало проникать зло. На обеих сторонах Мглистых гор начало собираться множество злых людей и орков, и Артэдайну пришлось вести за ними постоянное нелёгкое наблюдение. 

### Аргелеб I
Аргелеб I (англ. Argeleb I) родился в 1226 г., правил в 1349—1356 гг. Поскольку на тот момент династия Исилдура прервалась в королевствах Кардолан и Рудаур, Аргелеб выдвинул претензию на правление всем Арнором, присоединив к своему имени королевскую приставку Ар- как знак своего достоинства. Кардолан согласился с этой претензией, однако Рудаур к тому времени уже перешёл под контроль Ангмара и не принял её. Соответственно, Аргелеб укрепил Ветреные холмы, на которых стояла башня Амон Сул, но был убит в сражении с армиями Рудаура и Ангмара.

### Арвелег I
Арвелег I (англ. Arveleg I) родился в 1309 г., правил в 1356—1409 гг. Отомстил за смерть отца, отбросив орков и людей Ангмара с помощью войск из Кардолана и Линдона. После этого Артэдайн и Кардолан много лет держали бдительную стражу по линии Ветреных холмов вокруг Амон Сул, Большой дороги и нижнего течения реки Митейтель. В это же время Ривенделл был осаждён силами Ангмара.
Арвелег был убит в 1409 г., когда большая армия Ангмара внезапно прорвала оборону, захватив Кардолан и уничтожив башню-крепость на вершине Амон Сул. Арвелег был убит в схватке, но палантир Амон Сул был спасён и унесён в Форност. Последние дунэдайн Рудаура были полностью уничтожены, и он стал зависимой от Ангмара территорией, а Кардолан был разграблен и разорён.

### Арафор
Арафор (англ. Araphor) родился в 1391 г., правил в 1409—1589 гг. Несмотря на то, что Арафор взошёл на трон ещё в подростковом возрасте после гибели отца, ему, тем не менее, удалось отбросить наступающие силы Ангмара от Форноста и Северных холмов с помощью войск владыки Кирдана из Линдона. Беженцы-дунэдайн из Кардолана и Рудаура укрепились в Могильниках и в Старом лесу за ними. Вскоре и Элронд привёл подкрепление из Лотлориэна, перейдя с войском эльфов через Мглистые горы, и армии Короля-чародея были отброшены назад. Во время этих войн многие хоббиты-хваты бежали из Эриадора и вернулись в Пустоши, став речным народом, из которого произошли Деагол и Смеагол.

### Аргелеб II
Аргелеб II (англ. Argeleb II) родился в 1473 г., правил в 1589—1670 гг. В ходе его правления Великая Чума достигла Эриадора, и большинство людей Кардолана погибли (включая всех оставшихся дунэдайн этого королевства), особенно в Минхириате. Хоббиты и остальные народы Арнора также сильно пострадали, но чума ослабевала, перемещаясь к северу, и северные районы Артэдайна почти не был затронуты ею. Злые духи, посланные Ангмаром, прошли из Рудаура в Кардолан и поселились в Могильниках.
Возможно, именно из-за падения численности населения Аргелеб в 1600 году Т. Э. (1-й год по летосчислению Шира (Л. Ш.)) пожаловал Шир хоббитам. Ранее эти земли были королевскими охотничьими угодьями.

### Арвегил
Арвегил (англ. Arvegil) родился в 1553 г., правил в 1670—1743 гг. В его правление многие хоббиты Арнора переселились в Шир, который был пожалован им отцом Арвегила, Аргелебом II. В целом его царствование было довольно спокойным, поскольку от Великой Чумы пострадал не только Артэдайн, но и его враги. Тем не менее, границы королевства охранялись уже не так, как раньше, и зло продолжало просачиваться в Артэдайн из Ангмара.

### Арвелег II
Арвелег II (англ. Arveleg II) родился в 1633 г., правил в 1743—1813 гг. В ходе его правления возобновилась война с Ангмаром, поскольку он оправился от последствий чумы раньше Артэдайна, подкреплённый истерлингами и орками с обеих сторон Мглистых гор.

### Аравал
Аравал (англ. Araval) родился в 1711 г., правил в 1813—1891 гг. Аравал был великим дипломатом и воином, он возобновил альянс с эльфами Линдона и Имладриса и восстановил контакты с Южным королевством (Гондором). Также он одержал решительную победу над Ангмаром и, воспользовавшись затишьем в войне с Ангмаром, даже пытался заселить артэдайнскими колонистами опустевший Кардолан. Однако на его пути встали умертвия из Могильников, которые убили часть поселенцев, а остальных запугали так, что они в панике вернулись обратно в Артэдайн. Таким образом, планы Аравала по заселению кардоланских земель успехом не увенчались.

### Арафант
Арафант (англ. Araphant) родился в 1789 г., правил в 1891—1964 гг. Именно в ходе его правления знаменитый предсказатель Мальбет Провидец произнёс пророчество о судьбе сына короля, Арведуи.
Арафант продолжил политику своего отца по возобновлению контактов с Гондором и заключил союзом с его королём Ондогером, что в итоге привело к женитьбе его сына Арведуи на дочери короля Гондора Фириэль. Четырьмя годами позже Ондогер погиб в схватке с Людьми Повозок, и Арведуи попытался взойти на трон Гондора, мотивируя претензию своим прямым происхождением от Исилдура и браком с Фириэль, которая, по нуменорским законам, должна была стать правящей королевой. Однако претензия эта была отклонена.

### Арведуи
Арведуи (англ. Arvedui) родился в 1864 г., правил в 1964—1975 гг. Был последним королём Артэдайна, что означает и его имя, которое его отец, король Арафант, дал ему по указанию предсказателя Мальбета Провидца. Мальбет говорил так: 

… Арведуи назови его, ибо будет он последним в Артэдайне. И будет выбор стоять перед дунэдайн, и если выберут они то, на что надежды будет меньше, то изменит имя твой сын и станет королём огромной страны. Если же нет, то многие беды и многие жизни людей пройдут, прежде чем дунэдайн снова восстанут и будут объединены.— Толкин Дж. Р. Р. Властелин Колец. Том III «Возвращение короля». — Приложение А: Гондор и наследники Анариона
Арведуи женился на Фириэль, дочери короля Гондора Ондогера, и когда Ондогер погиб в схватке с Людьми Повозок, предъявил претензии на престол. Однако наместник Пелендур и гондорская знать отказали ему, а народ Гондора избрал на трон военачальника из боковой ветви королевского рода Эарнила.
Вскоре Арведуи стал королём Артэдайна, но в 1974 г. Ангмар нанёс Артэдайну сокрушительный удар, взяв штурмом Форност. Арведуи с небольшим отрядом прикрывал отход арнорцев в Линдон, после чего был вынужден бежать и скрываться в старых гномьих шахтах в Синих горах. В Гондоре узнали об этом, и король Эарнил послал на помощь Артэдайну флот под командованием своего сына Эарнура, но было уже поздно: Артэдайн был разгромлен. Голод вынудил Арведуи бежать на север, к ледяному заливу Форохел. Местные жители, народ лоссот («снежные люди»), хоть и с неохотой, но помогли измождённому королю.
Кирдан в 1975 г. послал Арведуи из Линдона корабль на выручку, и, несмотря на предостережения снежных людей, король пустился в плавание, хотя лоссоты советовали отложить плаванье до того, как льды растают. Перед отплытием он отдал своё кольцо, знаменитое Кольцо Барахира, вождю народа лоссот. Вскоре после отплытия корабль был раздавлен льдами, и Арведуи утонул вместе с находившимися на том же корабле палантирами Амон Сул и Аннуминаса, которые были теперь потеряны навсегда. Вскоре после этого гондорская армия под командованием Эарнура уничтожила Ангмар с помощью эльфов Кирдана и Элронда, а также уцелевших артэдайнских воинов но ни Артэдайна, ни Арнора более не существовало, города лежали в руинах, население Эриадора, кроме Пригорья и Шира составляли лишь немногочисленные воины-дунэдайн. Вскоре Форност был заброшен, а Тарбад хирел, пока после наводнения и его покинули жители.
Сын Арведуи, Аранарт, стал первым из вождей дунэдайн, когда он отказался от идеи восстановить Северное королевство. Несмотря на падение Северного Королевства, линия Исилдура не прервалась. Претензия Арведуи на престол Гондора никогда не была забыта его потомками, хотя Арагорн выдвинул её лишь тысячелетие спустя.
Многие думали, что прямая линия потомков Анариона прервалась, ибо Эарнур не оставил потомства. Однако в жилах потомков Арведуи текла кровь и потомков Анариона, благодаря его женитьбе на Фириэль.
Пророчество Мальбета оказалось верным: Арведуи стал последним королём Арнора, равно как и линия королей Гондора прервалась с исчезновением Эарнура. Лишь в конце Третьей Эпохи король Арагорн Элессар объединил оба государства.

## Короли Воссоединённого Королевства

### Элессар
Правил в 1-120 гг. Ч.Э. Первый король Воссоединённого королевства Арнора и Гондора.

### Эльдарион
Эльдарион (кв. Eldarion), правил с 120 г. Ч. Э. предположительно до 220 г. Ч. Э. Сын Арагорна и Арвен. Более никаких сведений о его правлении в легендариуме Толкина нет.